# 向阳南岗遗址
向阳南岗遗址，位于中国吉林省白城市镇赉县坦途镇向阳村，1987年10月20日公布为第四批吉林省文物保护单位，2013年3月5日公布为第七批全国重点文物保护单位。